# 烏珀斯貝格巴赫河
51°01′45″N 7°05′55″E / 51.029170°N 7.098547°E
烏珀斯貝格巴赫河（德語：Uppersberger Bach），是德國的河流，位於該國西部，處於北萊茵-威斯特法倫州，屬於丁恩河的右支流，河道全長0.7公里，流域面積0.3平方公里。